# Джиммі Сміт (ударник)
Джи́ммі Сміт (англ. Jimmie Smith), справжнє ім'я Джеймс Го́вард Сміт (англ. James Howard Smith; 27 січня 1938, Ньюарк, Нью-Джерсі) — американський джазовий ударник.

## Біографія
Народився 27 січня 1938 року в Ньюарку, штат Нью-Джерсі.
У 1959—60 роках навчався в Джульярдській школі. Грав з Джиммі Форрестом (1960), Ларрі Янгом (1960—62), тріо «Lambert Hendricks & Ross» (1962—63), Поні Пойндекстером (1963), Джиммі Візерспуном (1963), Гілдо Мегоунсом (1963), Джиммі Макгріффом (1963—65), Грувом Голмсом (1965), Ерроллом Гарнером (1967—74) та ін.
Потім працював в Лос-Анджелесі з Бенні Картером, Гаррі «Світс» Еддісоном. У 1977 році виступив на джазовому фестивалі в Монтре. У 1980-х працював з Барні Кесселом, Гербом Еллісом, квінтетом Террі Гіббса-Бадді ДеФранко.